# ماتیاس باچینگر
 ماتیاس باچینگر (انگلیسی: Matthias Bachinger؛ زادهٔ ۲ آوریل ۱۹۸۷) یک تنیس‌باز اهل آلمان است. 